# Parque nacional Arroyo Davies

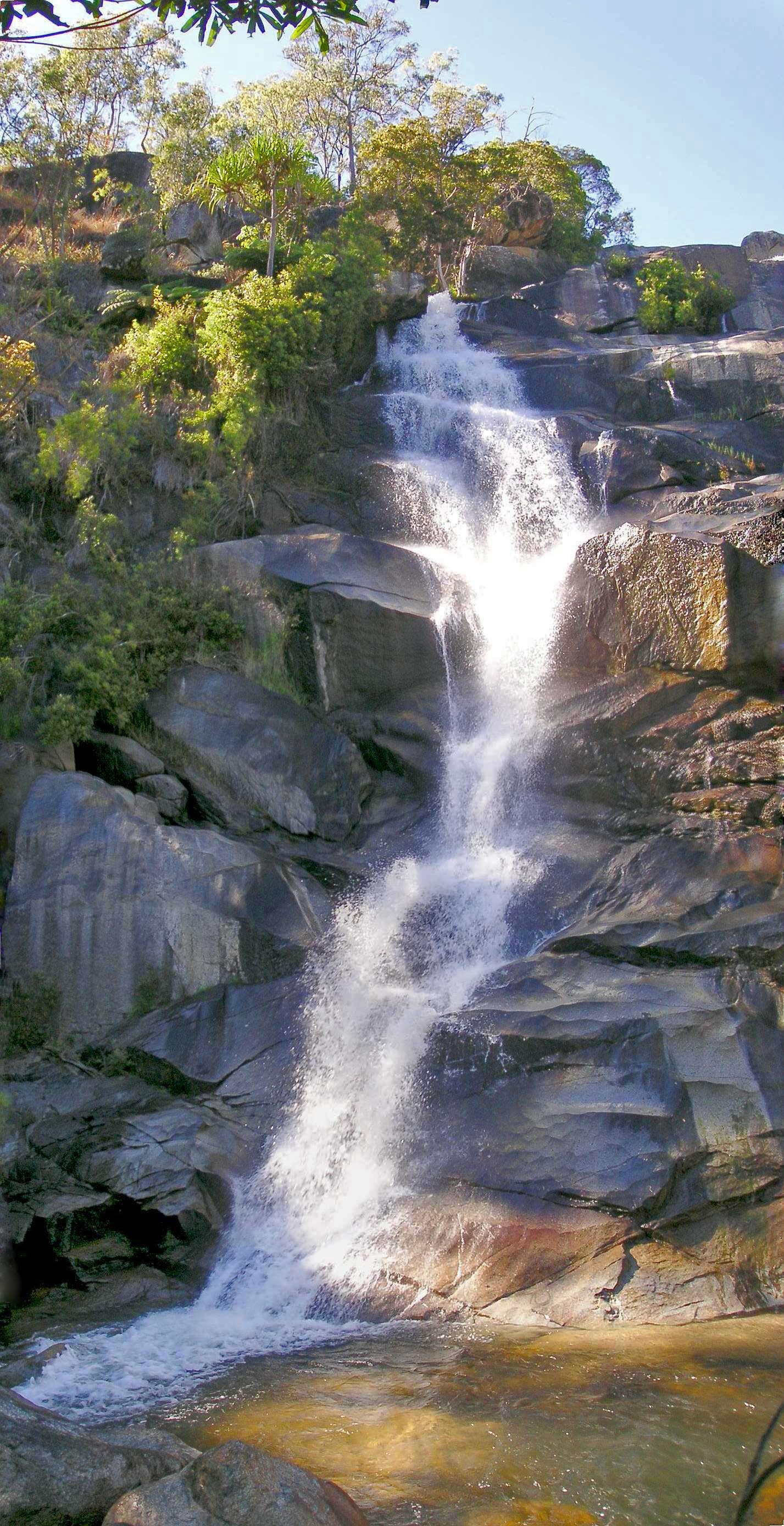
Cascada en el parque.

Arroyo Davies (Davies Creek National Park) es un parque nacional en Queensland (Australia), ubicado a 1.392 km al noroeste de Brisbane en las cercanías de Cairns. En el parque está situado en el extremo este de la Meseta de Atherton, en él se encuentran cimas de granito, el arroyo Davies y un bosque abierto.
El arroyo Davies nace en los montañas Lamb y fluye hacia el río Barron. Atraviesa la zona de grandes cimas de granito, formando cascadas en su recorrido por el parque. En el parque se encuentra el Bettong del norte, especie de marsupial en peligro de extinción.
Se puede acampar o pasar el día, hay servicio de baños, no hay servicio de agua potable, se recomienda hervir el agua del arroyo para su consumo. Hay un circuito de visita marcado que conduce hacia las cascadas. Se recomienda llevar protección solar y agua.
Al parque se accede por la Autopista Kennedy a 21 km al sudoeste de Kuranda o 15 km al este de Mareeba. A continuación se recorren 7 km por carretera no pavimentada hasta llegar al parque.